# South Park (sæson 2)
Sæson 2 af South Park, en amerikansk animeret tv-serie skabt af Trey Parker og Matt Stone, startede den 1. april 1998. Sæsonen fandt sin afslutning efter 18 afsnit den 20. januar 1999. Selvom de fleste af afsnittene blev instrueret af Trey Parker, stod Eric Stough for instruktionen i to af afsnittene.

## Afsnit
I det følgende er en oversigt over de afsnit var i sæson 2 af South Park
| Serie # | Sæson # | Titel                                             | Instruktør               | Forfatter(e)                               | Original sendedato | Seere i USA      |
| 14 | 1       | "Terrance and Phillip in Not Without My Anus"     | Trey Parker              | Matt Stone, Trey Parker & Trisha Nixon     | 1. april 1998      | {{{Seere(USA)}}} |
| |         |                                                   |                          |                                            |                    |                  |
| 15 | 2       | "Cartman's Mom Is Still a Dirty Slut"             | Trey Parker & Matt Stone | Trey Parker & David Goodman                | 22. april 1998     | {{{Seere(USA)}}} |
| |         |                                                   |                          |                                            |                    |                  |
| 16 | 3       | "Chickenlover" "Chickenfucker"                    | Trey Parker              | Matt Stone, Trey Parker, David Goodman     | 20. maj 1998       | {{{Seere(USA)}}} |
| |         |                                                   |                          |                                            |                    |                  |
| 17 | 4       | "Ike's Wee Wee"                                   | Trey Parker              | Matt Stone, Trey Parker                    | 27. maj 1998       | {{{Seere(USA)}}} |
| |         |                                                   |                          |                                            |                    |                  |
| 18 | 5       | "Conjoined Fetus Lady"                            | Trey Parker              | Matt Stone, Trey Parker, David Goodman     | 3. juni 1998       | {{{Seere(USA)}}} |
| |         |                                                   |                          |                                            |                    |                  |
| 19 | 6       | "The Mexican Starring Frog of Southern Sri Lanka" | Trey Parker              | Matt Stone, Trey Parker                    | 10. juni 1998      | {{{Seere(USA)}}} |
| |         |                                                   |                          |                                            |                    |                  |
| 20 | 7       | "City on the Edge of Forever"                     | Trey Parker              | Matt Stone, Trey Parker, Nancy M. Pimental | 17. juni 1998      | {{{Seere(USA)}}} |
| |         |                                                   |                          |                                            |                    |                  |
| 21 | 8       | "Summer Sucks"                                    | Trey Parker              | Trey Parker, Nancy M. Pimental             | 24. juni 1998      | {{{Seere(USA)}}} |
| |         |                                                   |                          |                                            |                    |                  |
| 22 | 9       | "Chef's Chocolate Salty Balls"                    | Trey Parker              | Matt Stone, Trey Parker, Nancy M. Pimental | 19. august 1998    | {{{Seere(USA)}}} |
| |         |                                                   |                          |                                            |                    |                  |
| 23 | 10      | "Chickenpox"                                      | Trey Parker              | Matt Stone, Trey Parker, Tricia Nixon      | 26. august 1998    | {{{Seere(USA)}}} |
| |         |                                                   |                          |                                            |                    |                  |
| 24 | 11      | "Roger Ebert Should Lay Off the Fatty Foods"      | Trey Parker              | Trey Parker, David Goodman                 | 2. september 1998  | {{{Seere(USA)}}} |
| |         |                                                   |                          |                                            |                    |                  |
| 25 | 12      | "Clubhouses"                                      | Trey Parker              | Matt Stone, Trey Parker, Nancy M. Pimental | 23. september 1998 | {{{Seere(USA)}}} |
| Drengene laver et klubhus, så de kan få pigerne til at lege "Sandhed eller konsekvens". I mellemtiden bliver Stan's forældre skilt. |         |                                                   |                          |                                            |                    |                  |
| 26 | 13      | "Cow Days"                                        | Trey Parker              | Matt Stone, Trey Parker, Nancy M. Pimental | 30. september 1998 | {{{Seere(USA)}}} |
| |         |                                                   |                          |                                            |                    |                  |
| 27 | 14      | "Chef Aid"                                        | Trey Parker              | Matt Stone, Trey Parker                    | 7. oktober 1998    | {{{Seere(USA)}}} |
| |         |                                                   |                          |                                            |                    |                  |
| 28 | 15      | "Spookyfish"                                      | Trey Parker              | Trey Parker                                | 28. oktober 1998   | {{{Seere(USA)}}} |
| |         |                                                   |                          |                                            |                    |                  |
| 29 | 16      | "Merry Christmas, Charlie Manson!"                | Eric Stough              | Trey Parker, Nancy M. Pimental             | 9. december 1998   | {{{Seere(USA)}}} |
| |         |                                                   |                          |                                            |                    |                  |
| 30 | 17      | "Gnomes" "Underpants gnomes"                      | Trey Parker              | Matt Stone, Trey Parker, Pam Brady         | 16. december 1998  | {{{Seere(USA)}}} |
| |         |                                                   |                          |                                            |                    |                  |
| 31 | 18      | "Prehistoric Ice Man"                             | Eric Stough              | Trey Parker, Nancy M. Pimental             | 20. januar 1999    | {{{Seere(USA)}}} |
| |         |                                                   |                          |                                            |                    |                  |